# یواس‌اس فرانکوویچ (ای‌پی‌دی-۱۱۶)
یواس‌اس فرانکوویچ (ای‌پی‌دی-۱۱۶) (به انگلیسی: USS Francovich (APD-116)) یک کشتی بود که طول آن ۳۰۶ فوت (۹۳ متر) بود. این کشتی در سال ۱۹۴۵ ساخته شد.